# Hockey sur glace aux Jeux olympiques d'hiver de 2026 - Qualifications hommes
La qualification pour le tournoi masculin de hockey sur glace des Jeux olympiques d'hiver de 2026 est déterminée par le classement IIHF établi à l'issue du championnat du monde 2023. L'Italie, pays hôte, et les huit premiers du classement mondial obtiennent directement une place pour le tournoi. Les autres équipes ont la possibilité de gagner l'une des trois places restantes par l'intermédiaire de tournois qualificatifs. Ces derniers ont lieu du 29 août 2023 au 1er septembre 2023.

## Équipes qualifiées
| Mode de sélection            | Dates                         | Lieux                 | Nombre de places | Qualifiés                                                         |
| ---------------------------- | ----------------------------- | --------------------- | ---------------- | ----------------------------------------------------------------- |
| Pays organisateur            | 24 juin 2019                  | Lausanne, Suisse      | 1                | Italie                                                            |
| Classement mondial IIHF 2023 | 2 juin 2023                   | -                     | 8                | Canada Finlande Russie États-Unis Allemagne Suède Suisse Tchéquie |
| Tournois de qualification    | 29 août au 1er septembre 2023 | Bratislava, Slovaquie | 1                | Slovaquie                                                         |
| Tournois de qualification    | 29 août au 1er septembre 2023 | Riga, Lettonie        | 1                | Lettonie                                                          |
| Tournois de qualification    | 29 août au 1er septembre 2023 | Aalborg, Danemark     | 1                | Danemark                                                          |
| Total                        |                               |                       | 12               |                                                                   |

## Récapitulatif des résultats
| 1er tour de pré-qualification | 1er tour de pré-qualification |          | 2e tour de pré-qualification | 2e tour de pré-qualification |                 | 3e tour de pré-qualification | 3e tour de pré-qualification |                 | Tour de qualification | Tour de qualification |
| Groupe N                      | Groupe N                      | Groupe K | Groupe K                     | Groupe J                     | Groupe J        | Groupe E                     | Groupe E                     |                 |                       |                       |
| Groupe N                      | Groupe N                      | Groupe K | Groupe K                     | Groupe J                     | Groupe J        | Pts                          | Équipe                       |                 |                       |                       |
| Groupe N                      | Groupe N                      | Groupe K | Groupe K                     | Groupe J                     | Groupe J        | 9                            | Lettonie                     |                 |                       |                       |
| Groupe N                      | Groupe N                      | Groupe K | Groupe K                     | Pts                          | Équipe          | 6                            | France                       |                 |                       |                       |
| Groupe N                      | Groupe N                      | Groupe K | Groupe K                     | 9                            | Ukraine         | →                            | 3                            | Slovénie        |                       |                       |
| Groupe N                      | Groupe N                      | Pts      | Équipe                       | 5                            | Corée du Sud    |                              | 0                            | Ukraine         |                       |                       |
| Groupe N                      | Groupe N                      | 9        | Estonie                      | →                            | 5               | Pologne                      | Groupe D                     | Groupe D        |                       |                       |
| Groupe N                      | Groupe N                      | 6        | Islande                      |                              | 0               | Estonie                      | Groupe D                     | Groupe D        |                       |                       |
| Pts                           | Équipe                        | 2        | Afrique du Sud               | Groupe G                     | Groupe G        |                              | Groupe D                     | Groupe D        |                       |                       |
|                               | Annulé                        | →        | 0                            | Groupe G                     | Groupe G        | Bulgarie                     | Pts                          | Équipe          |                       |                       |
|                               |                               |          | Groupe L                     | Groupe L                     | Pts             | Équipe                       | 9                            | Slovaquie       |                       |                       |
|                               |                               | 9        | Groupe L                     | Groupe L                     | Japon           |                              | 6                            | Kazakhstan      |                       |                       |
|                               |                               | 6        | Groupe L                     | Groupe L                     | Hongrie         |                              | 2                            | Autriche        |                       |                       |
| Groupe O                      | Groupe O                      | Pts      | Équipe                       | 3                            | Lituanie        | 1                            | Hongrie                      |                 |                       |                       |
| Groupe O                      | Groupe O                      | 9        | Espagne                      | →                            | 0               | Espagne                      | Groupe F                     | Groupe F        |                       |                       |
| Pts                           | Équipe                        | 6        | Pays-Bas                     |                              | Groupe H        | Groupe H                     | Groupe F                     | Groupe F        |                       |                       |
|                               | Annulé                        | →        | 3                            | Géorgie                      | Groupe H        | Groupe H                     | Pts                          | Équipe          |                       |                       |
|                               |                               |          | 0                            | Thaïlande                    | Groupe H        | Groupe H                     | 8                            | Danemark        |                       |                       |
|                               |                               | Groupe M | Groupe M                     | Pts                          | Équipe          | 6                            | Norvège                      |                 |                       |                       |
|                               |                               | Groupe M | Groupe M                     | 9                            | Grande-Bretagne |                              | 3                            | Grande-Bretagne |                       |                       |
|                               |                               |          | Groupe M                     | 6                            | Roumanie        |                              | 1                            | Japon           |                       |                       |
| Pts                           | Équipe                        | 3        | Chine                        |                              |                 |                              |                              |                 |                       |                       |
| 9                             | Serbie                        | →        | 0                            | Serbie                       |                 |                              |                              |                 |                       |                       |
| 6                             | Croatie                       |          |                              |                              |                 |                              |                              |                 |                       |                       |
| 3                             | Taipei chinois                |          |                              |                              |                 |                              |                              |                 |                       |                       |
| 0                             | Turquie                       |          |                              |                              |                 |                              |                              |                 |                       |                       |

## Premier tour de pré-qualification
Le tournoi a été annulé. Il devait se dérouler du 8 au 12 novembre 2023 et se composer de deux groupes de cinq équipes. Les équipes inscrites dans le groupe N étaient les Émirats arabes unis, le Kirghizistan, Hong Kong, le Koweït et la Géorgie, tandis que les équipes inscrites dans le groupe O étaient Taïwan, la Thaïlande, la Bosnie-Herzégovine, l'Afrique du Sud et l'Iran.
Taiwan, la Thaïlande et l'Afrique du Sud ont accepté les invitations pour participer au deuxième tour. La Géorgie a également participé au deuxième tour après le retrait du Mexique.

## Deuxième tour de pré-qualification

### Groupe K
Le Groupe K a lieu du 14 au 17 décembre 2023 à Reykjavik en Islande.

### Groupe L
Le Groupe L a lieu du 15 au 17 décembre 2023 à Tilburg aux Pays-Bas.

### Groupe M
Le Groupe M a lieu du 14 au 17 décembre 2023 à Belgrade en Serbie.

## Troisième tour de pré-qualification

### Groupe G
Le Groupe G a lieu du 8 au 11 février 2024 à Budapest en Hongrie.

### Groupe H
Le Groupe H a lieu du 8 au 11 février 2024 à Cardiff en Grande-Bretagne.

### Groupe J
Le Groupe J a lieu du 8 au 11 février 2024 à Sosnowiec , en Pologne

## Tour de qualification
Les tournois se sont déroulés entre le 29 août et le 1er septembre 2024. Le 12 février 2024, l'IIHF a annoncé que la Biélorussie était disqualifiée des qualifications olympiques, entrainant le remaniement des groupes D et F, et l'admission du meilleur deuxième du tour précédent, la Hongrie.
Si la Russie n'est pas autorisée à participer au tournoi olympique, la France prendra sa place en tant qu'équipe la mieux classée à la deuxième place.

### Groupe D
Le Groupe D a lieu à Bratislava en Slovaquie.

### Groupe E
Le Groupe E a lieu à Riga en Lettonie.

### Groupe F
Le Groupe E a lieu à Aalborg au Danemark.